# 天主教汶萊宗座代牧區
天主教汶萊代牧區（Apostolicus Vicariatus Bruneiensis）是羅馬天主教的一個代牧區，包括汶萊全境。現任宗座代牧為沈高內略 （1997年起任監牧，2004年至今）。

## 歷史
1997年自天主教美里教區分出。2004年成為代牧區。

## 現況
有三個堂區，分別位於斯里巴加灣市、馬來奕和詩里亞，各有一名神父。2010年有信徒18,773名。